# Grepp (musikinstrument)
Grepp anger sättet att placera fingrarna för att åstadkomma olika toner (blåsinstrument) eller ackord (stränginstrument).
När det gäller klaviaturinstrument talar man hellre om fingersättning.